# Pennon de la Conquête

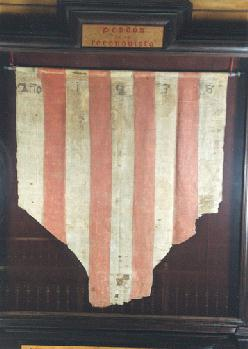
Le pennon de la Conquête

Le pennon de la Conquête (en catalan : penó de la Conquesta ; en espagnol : pendón de la Conquista) est un pennon au motif de la senyera du roi d'Aragon hissé par les Andalous le 28 septembre 1238 en signe de capitulation lors de la conquête de la ville de Valence par Jacques Ier,.
Il fut hissé au-dessus de la muraille de la ville (es), au niveau de la tour de Bab as-Sahar ou Alī-Bufāt, aujourd'hui disparue,.
Tout d'abord conservé au monastère de Sant Vicent de la Roqueta (ca), il fut transféré à Valence en 1838. Il est actuellement conservé au musée de l'archive municipale de Valence (es).
L'épisode est mentionné dans un des passages les plus célèbres du Llibre dels feits del rei en Jacme (§ 282),,, :
« E quan venc altre dia a hora de vespres enviam a dir al rei e a Raiç Abulhamalet, per tal que sabessen los cristians que nostra era València, (...) que metessen nostra senyera en la  torre que ara és del Temple. E ells dixeren que els plaïa. (...) E, quan vim nostra senyera sus en la torre descavalcam del cavall  e endreçamnos vers orient, e ploram dels nostres ulls, e besam la terra per la gran mercè que Dèus nos havia feita »
« Le lendemain à l’heure des vêpres, pour informer les chrétiens que Valence était à nous et qu’on ne devait faire aucun mal aux Sarrasins, j’envoyai demander au roi et au raïs Abulfamalet de mettre ma bannière sur la tour qui à présent appartient au Temple. Ils en furent d’accord. J’étais sur l’esplanade, entre ma tente et la tour; quand je vis ma bannière au sommet de la tour, je descendis de cheval, me tournai vers l’orient les larmes aux yeux, et baisai la terre pour remercier Dieu de la grande faveur qu’Il m’avait accordée. »